# Никео-Цареградский Символ веры
Нике́о-Царегра́дский Си́мвол ве́ры, также Константино́польский Си́мвол ве́ры (греч. Σύμβολον τῆς Κωνσταντινουπόλεως, лат. Symbolum Constantinopolitanum), Нике́о-Константино́польский Си́мвол ве́ры, Credo («Верую»), «Ве́ра 150 отцо́в» — строгая догматическая формула вероисповедания, утверждённая на Втором Вселенском соборе в 381 году как полное раскрытие учения о Троице, в основу которого легли терминология и труды Великих каппадокийцев и Никейский Символ веры; используется в богослужении большинства исторических церквей.

## История
Основу Никео-Цареградского Символа веры составляет Никейский Символ веры, cимвол Вселенского I Собора, который впоследствии перестал употребляться, хотя ещё III Вселенский Собор знает только его и не упоминает о Символе 381 года. Никейский символ, представлявший собой вероучительный текст, состоявший из положительных утверждений и анафематизмов, на II Вселенском соборе был переработан в крещальный символ, в котором не должно быть места анафематизмам. В новом символе устранены слова Никейского Символа «и во единого Господа Иисуса Христа… чрез Которого всё произошло как на небе, так и на земле», тем самым отцы собора исключили возможность понимания слов «как на небе, так и на земле» в значении указания на Логос как на Демиурга, Творца, восполняющего дело Отца, Который создал лишь основные элементы мира — видимое и невидимое. В новом Символе Отец — Творец в полном смысле («неба и земли, всего видимого и невидимого»), Сын же соучаствует во всём деле творения («чрез Которого всё произошло»).
Выражение прежнего символа «из сущности Отца» было удалено, так как оно могло пониматься неправильно или в субординационистско-эманационном смысле, когда Отец оказывался выше других Божественных Лиц, или в духе савеллианства, в котором вообще отсутствовали Лица, реально отличные от Отца. Каппадокийцы, исходя из того, что божественной сущностью равно обладают все три Лица, не употребляли это выражение.
Никейские отцы не включили в Символ слова «прежде всех веков», боясь навести на мысль о том, что бытие Сына имеет начало во времени. Появление лжеучения Маркелла, согласно которому Сын, всё приведя к Отцу, вновь неразличимо сольётся с Ним, привело к необходимости включить в Символ указанные слова. Антимаркеллианское значение имеют и слова Символа «Царствию Которого не будет конца». Особой заботой для отцов Собора было опровержение Аполлинария, епиcкопа Лаодикийского, который учил о неполноте человечества во Христе — Сын Божий воспринял человеческие тело и «душу неразумную», а высшее духовное начало человека, дух (ум, «душа разумная»), в Нём отсутствовало, будучи заменено Богом Словом. Ответ на аполлинарианство был дан ещё в Никейском Символе, где говорится не только о «воплощении», но и о «вочеловечении» Сына Божия, что указывает на совершенство, полноту человечества в Нём. Полнота вочеловечения акцентируется многими добавлениями в новый символ веры, «от Духа Святого и от Марии Девы», «распятого за нас», «погребенного», происходящее в короткий исторический момент, «при Понтии Пилате», совершается «по Писаниям», во исполнение Божиих обетований роду человеческому. Сын Божий вочеловечившийся «сидит одесную Отца» и должен прийти «вновь, со славою», чтобы судить живых и мёртвых.
Новая часть Символа начинается после слов «и в Духа Святого». Мысль о необходимости восполнить Никейский Символ высказывалась отцами-каппадокийцами. Святитель Василий Великий в конце жизни высказался за включение в Символ «славословия» Святому Духу. Святитель Григорий Богослов, один из главных участников II Вселенского Собора, свидетельствовал о том, что отцы Собора были верны Никейскому символу, но «детализировали недостаточно сказанное» в нём о Святом Духе. Эти два святых отца в основном и подготовили в десятилетие, предшествовавшее II Вселенскому Собору, прибавления к Никейскому символу. Святитель Василий обосновывал «споклоняемость» Святого Духа Отцу и Сыну и Его «господственность». Святитель Григорий называл Святого Духа Господом. Одна из главных целей Собора — утверждение веры в Святого Духа, равночестного по божеству Отцу и Сыну. Священное Писание именует Духа животворящим (Ин. 6:63), но то же говорится об Отце и Сыне (Ин. 5:21). Не назвав прямо Святого Духа Богом и единосущным Отцу и Сыну, Собор выразил это исповедание другими средствами, утверждая исхождение от Отца Святого Духа, настаивая на том, что Святой Дух поклоняем и прославляем наряду с Отцом и Сыном, что на богословском языке той эпохи вполне определённо означало равенство трёх Божественных Лиц.
Далее следует перечисление четырёх свойств Церкви: единая (единственная), святая, соборная и апостольская. Исповедание единого крещения отражает давние споры о крещении за каноническими границами Церкви.

## Содержание
Включает 12 членов. Утверждает веру:
- в Бога-Отца, Вседержителя и Творца (1-й член);
- в Иисуса Христа — единосущного Бога-Сына, предвечно рождаемого от Бога-Отца (2-й член), который воплотился от Девы Марии и Святого Духа (3-й член), умер за людей на кресте при Понтии Пилате (4-й член) и воскрес в третий день (5-й член), вознёсся на небеса и имеет славу, равную славе Бога-Отца (6-й член), который придёт второй раз, чтобы судить живых и мёртвых, и воцарится вовеки (7-й член);
- в дающего жизнь Святого Духа, говорившего через пророков (8-й член);
- в единую (одну) Святую Соборную (Кафолическую) и Апостольскую Церковь (9-й член);
- в очищающее от грехов крещение, совершаемое лишь единожды (10-й член);
- во всеобщее воскресение мёртвых (11-й член) и новую вечную жизнь (12-й член).

## Текст
| Греческий текст | Церковнославянский перевод | Транслитерация | Русский перевод |
| --- | -------------------------- | --- | --- |
| 1. Πιστεύω εἰς ἕνα Θεόν, Πατέρα, παντοκράτορα, ποιητὴν οὐρανοῦ καὶ γῆς, ὁρατῶν τε πάντων καὶ ἀοράτων. 2. Καὶ εἰς ἕνα Κύριον Ἰησοῦν Χριστόν, τὸν Ὑιὸν τοῦ Θεοῦ τὸν μονογενῆ, τὸν ἐκ τοῦ Πατρὸς γεννηθέντα πρὸ πάντων τῶν αἰώνων· φῶς ἐκ φωτός, Θεὸν ἀληθινὸν ἐκ Θεοῦ ἀληθινοῦ, γεννηθέντα, οὐ ποιηθέντα, ὁμοούσιον τῷ Πατρί, δι᾿ οὗ τὰ πάντα ἐγένετο. 3. Τὸν δι᾿ ἡμᾶς τοὺς ἀνθρώπους καὶ διὰ τὴν ἡμετέραν σωτηρίαν κατελθόντα ἐκ τῶν οὐρανῶν καὶ σαρκωθέντα ἐκ Πνεύματος ἁγίου καὶ Μαρίας τῆς Παρθένου καὶ ἐνανθρωπήσαντα. 4. Σταυρωθέντα τε ὑπὲρ ἡμῶν ἐπὶ Ποντίου Πιλάτου καὶ παθόντα καὶ ταφέντα. 5. Καὶ ἀναστάντα τῇ τρίτῃ ἡμέρᾳ, κατὰ τὰς Γραφάς. 6. Καὶ ἀνελθόντα εἰς τοὺς οὐρανοὺς καὶ καθεζόμενον ἐκ δεξιῶν τοῦ Πατρός. 7. Καὶ πάλιν ἐρχόμενον μετὰ δόξης κρῖναι ζῶντας καὶ νεκρούς, οὗ τῆς βασιλείας οὐκ ἔσται τέλος. 8. Καὶ εἰς τὸ Πνεῦμα τὸ Ἅγιον, τὸ κύριον, τὸ ζωοποιόν, τὸ ἐκ τοῦ Πατρὸς ἐκπορευόμενον, τὸ σὺν Πατρὶ καὶ Υἱῷ συμπροσκυνούμενον καὶ συνδοξαζόμενον, τὸ λαλῆσαν διὰ τῶν προφητῶν. 9. Εἰς μίαν, Ἁγίαν, καθολικὴν καὶ ἀποστολικὴν Ἐκκλησίαν. 10. Ὁμολογῶ ἕν βάπτισμα εἰς ἄφεσιν ἁμαρτιῶν. 11. Προσδοκῶ ἀνάστασιν νεκρῶν. 12. Καὶ ζωὴν τοῦ μέλλοντος αἰῶνος. Ἀμήν. |                            | 1. Ве́рую во еди́наго Бо́га Отца́, Вседержи́теля, Творца́ не́бу и земли́, ви́димым же всем и неви́димым. 2. И во еди́наго Го́спода Иису́са Христа́, Сы́на Бо́жия, Единоро́днаго, И́же от Отца́ рожде́ннаго пре́жде всех век; Све́та от Све́та, Бо́га и́стинна от Бога и́стинна, рожде́на, несотворе́на, единосу́щна Отцу́, И́мже вся бы́ша. 3. Нас ра́ди челове́к и на́шего ра́ди спасе́ния сше́дшаго с небе́с и воплоти́вшагося от Ду́ха Свя́та и Мари́и Де́вы, и вочелове́чшася. 4. Распя́таго же за ны при Понти́йстем Пила́те, и страда́вша и погребе́на. 5. И воскре́сшаго в тре́тий день по Писа́нием. 6. И возше́дшаго на небеса́, и седя́ща одесну́ю Отца́. 7. И па́ки гряду́щаго со сла́вою суди́ти живы́м и ме́ртвым, Его́же Ца́рствию не бу́дет конца́. 8. И в Ду́ха Свята́го, Го́спода, животворя́щаго, И́же от Отца́ исходя́щаго, И́же со Отце́м и Сы́ном спокланя́ема и ссла́вима, глаго́лавшаго проро́ки. 9. Во еди́ну Святу́ю, Собо́рную и Апо́стольскую Це́рковь. 10. Испове́дую еди́но креще́ние во оставле́ние грехо́в. 11. Ча́ю воскресе́ния ме́ртвых. 12. И жи́зни бу́дущаго ве́ка. Ами́нь. | 1. Верую в одного и единственного Бога Отца, Вседержителя, Творца Неба и земли, всего видимого и невидимого. 2. И во единого Господа Иисуса Христа, Сына Божия, Единородного, прежде всех веков рождённого от Отца; Света от Света, Бога истинного от Бога истинного, рождённого, несотворённого, одного существа с Отцом, через Которого всё сотворено. 3. Ради нас, людей, и ради нашего спасения сошедшего с Небес, и воплотившегося от Духа Святого и Марии Девы, и вочеловечившегося. 4. Распятого же за нас при Понтии Пилате, и страдавшего, и погребённого. 5. И воскресшего в третий день, согласно Писанию. 6. И восшедшего на Небеса, и сидящего по правую сторону от Отца. 7. И вновь имеющего прийти со славою судить живых и мёртвых, царству Которого не будет конца. 8. И в Духа Святого, Господа, подающего жизнь, исходящего от Отца, поклонение и слава Которому воздаётся наравне вместе с Отцом и Сыном, говорившего через пророков. 9. Во Единую, Святую, Соборную (Вселенскую) и Апостольскую Церковь. 10. Исповедую одно Крещение во оставление грехов. 11. Ожидаю воскресения мёртвых. 12. И жизнь будущего века. Аминь. |

Данная редакция перевода на церковнославянский язык, — результат, в основном, стилистической правки иеромонаха Епифания (Славинецкого), была принята Московским собором 1654 года в ходе реформы патриарха Никона и остаётся общеупотребительной в богослужебной практике РПЦ. Правка перевода сделала следующие уточнения и изменения текста:
- из второго члена убран бывший ранее союз-противопоставление «а» в словах о вере в Сына Божия: фраза «рожде́на, а не сотворе́на» заменена на «рожде́на, несотворе́на»;
- в третьем члене фраза «воплоти́вшагося от Ду́ха Свя́та, и Мари́и Де́вы вочелове́чьшася» заменена на «воплоти́вшагося от Ду́ха Свя́та и Мари́и Де́вы, и вочелове́чшася»;
- в седьмом члене формулировка «Его́же Ца́рствию не́сть конца́» была заменена на «Его́же Ца́рствию не бу́дет конца́»;
- в восьмом члене было исключено слово «истинна́го» из фразы «и в Ду́ха Свя́таго, Го́спода и́стиннаго и животворя́щаго, и́же от Отца́ исходя́щаго»;
- в одиннадцатом члене «ме́ртвым» было исправлено на «ме́ртвых»; внесено ещё несколько других незначительных корректив[5].

Эта редакция Символа веры частью Русской православной церкви была воспринята как посягательство на основы веры (см. старообрядчество).

### Современный католический текст
1. Верую во единого Бога, Отца Всемогущего, Творца неба и земли, видимого всего и невидимого.

2. и во единого Господа Иисуса Христа, Сына Божия Единородного, от Отца рождённого прежде всех веков, Бога от Бога, Света от Света, Бога истинного от Бога истинного, рождённого, несотворённого, единосущного Отцу, через Которого всё сотворено.

3. ради нас, людей, и ради нашего спасения сошедшего с небес и воплотившегося от Духа Святого и Марии Девы и ставшего Человеком.

4. распятого за нас при Понтии Пилате, страдавшего и погребённого.

5. воскресшего в третий день по Писаниям.

6. восшедшего на небеса и сидящего одесную Отца.

7. вновь грядущего со славою судить живых и мёртвых, и Царству Его не будет конца.

8. и в Духа Святого, Господа Животворящего, от Отца и Сына исходящего, Которому вместе с Отцом и Сыном подобает поклонение и слава, Который вещал через пророков.

9. и во Единую, Святую, Вселенскую и Апостольскую Церковь.

10. Исповедую единое крещение во отпущение грехов.

11. Ожидаю воскресения мёртвых.

12. и жизни будущего века. Аминь.
Оригинальный текст (лат.)1. Credo in unum Deum. Patrem omnipoténtem, factórem cœli et terræ, visibílium ómnium et invisibílium.

2. Et in unum Dóminum Iesum Christum, Fílium Dei unigénitum. Et ex Patre natum ante ómnia sǽcula. Deum de Deo, lumen de lúmine, Deum verum de Deo vero. Génitum, non factum, consubstantiálem Patri: per quem ómnia facta sunt.

3. Qui propter nos hómines et propter nostram salútem descéndit de cœlis. Et incarnátus est de Spíritu Sancto ex María Vírgine: Et homo factus est.

4. Crucifíxus étiam pro nobis: sub Póntio Piláto passus, et sepúltus est.

5. Et resurréxit tértia die, secúndum Scriptúras.

6. Et ascéndit in cœlum: sedet ad déxteram Patris.

7. Et íterum ventúrus est cum glória iudicáre vivos et mórtuos: cuius regni non erit finis.

8. Et in Spíritum Sanctum, Dóminum et vivificántem: qui ex Patre Filióque procédit. Qui cum Patre et Fílio simul adorátur et conglorificátur: qui locútus est per Prophétas.

9. Et unam sanctam cathólicam et apostólicam Ecclésiam.

10. Confíteor unum baptísma in remissiónem peccatórum.

11. Et expécto resurrectiónem mortuórum.

12. † Et vitam ventúri sǽculi. Amen.
— Цит. по: о. Стефан Катинель. По благословению главы католического епископата России митрополита Тадеуша Кондрусевича. Краткий катехизис. — СПб., 1999. — С. 99—100

## Символ веры и Великий раскол христианской Церкви
Одним из догматических обоснований раскола Вселенской христианской Церкви на Западную Католическую и Восточную Православную была добавка к Никео-Цареградскому Символу веры так называемого филиокве.